# Град Шабац
Град Шабац је град у Мачванском округу на западу Србије. По подацима из 2004. град заузима површину од 795 km² (од чега на пољопривредну површину отпада 60653 ha, а на шумску 10037 ha). Средиште града као и округа је градско насеље Шабац. Граду Шапцу припада 52 насеља. По подацима из 2011. године у граду Шапцу је живело 115.884 становника. Према подацима пописа 2022. град Шабац има 105.432 становника. По подацима из 2012. природни прираштај је износио -5,6‰, а број запослених у граду износи 27.932 људи. У граду се налази 60 основних и 8 средњих школа.

## Град Шабац

### Шабац
Градске месне заједнице:
- Баир
- Касарске ливаде
- Јевремовац
- Доњи Шор
- Жика Поповић
- Јевремова Николе
- Камичак
- Камењак
- Летњиковац
- Преки шор
- Шипурске Ливаде

### Приградсканасеља
- Поцерски Причиновић
- Јеленча
- Мишар
- Горња Врањска
- Мајур

### Сеосканасеља
- Бела Река
- Богосавац
- Бојић
- Букор
- Варна
- Волујац
- Румска
- Грушић
- Двориште
- Десић
- Добрић
- Дреновац
- Дуваниште
- Жабар
- Заблаће
- Змињак
- Корман
- Криваја
- Липолист
- Мала Врањска
- Маови
- Мачвански Причиновић
- Метлић
- Милошевац
- Миокус
- Мрђеновац
- Накучани
- Орашац
- Орид
- Петковица
- Петловача
- Поцерски Метковић
- Предворица
- Прњавор
- Радовашница
- Рибари
- Синошевић
- Скрађани
- Слатина
- Слепчевић
- Табановић
- Церовац
- Цуљковић
- Шеварице
- Штитар

## Галерија
- Двориште Гимназије, Шабац
- Хотел Зелени венац, Шабац
- Споменик Лази Лазаревићу у Шапцу
- Музеј у Шапцу
- Културни центар у Шапцу
- Народна банка у Шапцу
- Споменик у порти цркве
- Церски марш, 2011. године
- Споменик шабачким одликовањима са фонтаном
- Споменик шабачким одликовањима из Првог светског рата
- Споменик и фонтана Шабац
- Шабац, Центар града
- Тржни центар Тријумф у Шапцу
- Двориште градске болнице у Шапцу
- Фонтана у кругу болнице
- Дуњића кућа, Шабац
- Хотел Слобода Шабац
- Зграда позоришта Шабац
- Шабачка тврђава
- Шабачка тврђава
- Шабачка тврђава
- Школа на Летњиковцу, Шабац
- Водоторањ на Летњиковцу, Шабац
- Центар за стручно усавршавање, Шабац
- Градски трг, Шабац
- Градски трг, Шабац
- Градски трг, Шабац
- Православна црква у Шапцу, Србија
- Зграда „Борова“
- Зграда „Борова“
- Улица Господар Јевремова у Шапцу
- Улица Господар Јевремова у Шапцу
- Зграда Окружног суда у Шапцу, улица Господар Јевремова број 4.
- Зграда Прве народне апотеке у Шапцу, улица Господар Јевремова број 23.
- Арамбашића кућа у Шапцу, улица Карађорђева број 3.
- Арамбашића кућа у Шапцу
- Зграда библиотеке, некадашњи владичин двор
- Шабац, центар града
- Споменик Св. владике Николаја Велимировића у порти Саборне цркве, Шабац